# Is She Really Going Out with Him?

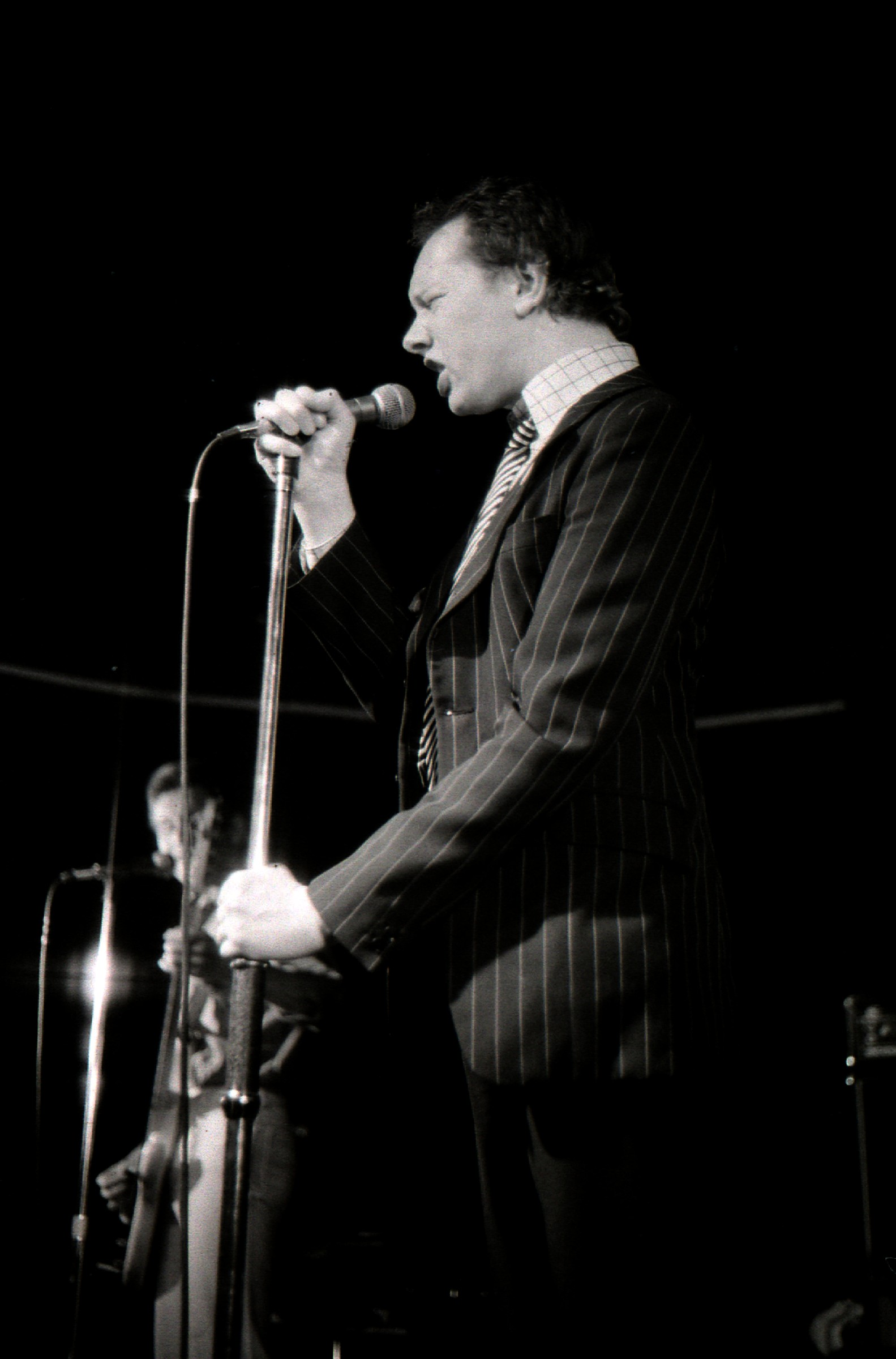
Joe Jackson (1979)

Is She Really Going Out with Him? ist ein Lied des britischen Musikers Joe Jackson. Es wurde im Oktober 1978 als seine Debütsingle veröffentlicht und war später auf Jacksons Debütalbum Look Sharp!. Der Song war einer der ersten, die Jackson mit seiner Band aufnahm, mit der er die ersten drei Alben aufnahm. Der Song hat eine markante Basslinie und einen Refrain, der von Kritikern als einprägsam gelobt wird.
Bei seiner ersten Veröffentlichung war die Single kommerziell erfolglos und kam nicht in die Charts. Als der Song jedoch 1979 erneut veröffentlicht wurde, nachdem Jacksons Bekanntheit und die Popularität der New-Wave-Musik gewachsen waren, erhielt die Single mehr Aufmerksamkeit und wurde ein Chart-Erfolg. Diese zweite Veröffentlichung erreichte die Top 20 im Vereinigten Königreich und die Top 30 in den USA und wurde damit zu einer von Jacksons meistverkauften Singles weltweit.
Der Song wurde von zahlreichen Künstlern gecovert. Der Song erschien auf mehreren von Jacksons Kompilationsalben und bleibt ein fester Bestandteil von Jacksons Live-Setlist. Eine 1988 veröffentlichte A-cappella-Live-Version war in den Niederlanden eine Top-5-Single. Es wurde als einer der Klassiker des New-Wave-Genres bezeichnet, obwohl Jackson es nicht für seinen besten Song hält.

## Hintergrund
Is She Really Going Out with Him? war einer der ersten Songs, die Joe Jackson mit seiner Band aufnahm, zu der der Bassist Graham Maby, der Gitarrist Gary Sanford und der Schlagzeuger Dave Houghton gehörten. Der Song war bei der Band sofort beliebt; Jackson erinnerte sich in seiner Autobiographie:

„Alle mochten das Stück. Sie meinten, es sei eingängig und habe das Zeug zu einem Hit. Ich sagte, dass ich einen Hit nicht erkennen würde, wenn er mir direkt ins Gesicht sehen würde. Ich mochte alle meine Songs, und wenn ich einen Hit geschrieben hatte, dann aus Zufall. Aber ich freute mich über ihre Begeisterung und auch über etwas anderes: das zunehmende Gefühl, dass ich einer Sache auf der Spur war.“

Die endgültige Version des Songs wurde im August 1978 mit dem amerikanischen Produzenten David Kershenbaum aufgenommen, nachdem Jackson bei A&M Records unter Vertrag genommen worden war.
Laut Jackson entstand der Song, als er die Textzeile bei Damned hörte, die das Lied Leader of the Pack der Shangri-Las coverten. Daraus entwickelte er die Grundlage für den Text eines "witzigen kleinen Songs, wie jemand Paare beobachtet und sich fragt, was die Frauen nur an diesen Männern finden." Obwohl der Song humorvoll gemeint war, wurde er von einigen Kritikern als "wütend" interpretiert, was Jackson die Bezeichnung "wütender junger Mann" einbrachte. In einem Interview sagte er über die Entstehung des Songs:

„Ich habe diese Phrase irgendwo gehört und dachte, das könnte ein lustiges Lied über schöne Mädchen sein, die mit Monstern ausgehen. Von da an ging es einfach los. Es war einfach ein lustiger Song, oder er sollte lustig sein. Es war eine große Überraschung für mich, als einige Leute ihn als wütend interpretierten.“

In einem anderen Interview erinnerte sich Jackson an einen anderen Vorfall, bei dem der Text des Liedes falsch interpretiert wurde. Er erklärte, dass er von einem schwarzen Mann des Rassismus beschuldigt wurde, weil der Anfangstext des Liedes "Pretty women out walking with gorillas down my street" (Hübsche Frauen, die mit Gorillas durch meine Straße laufen), von dem der Mann dachte, dass es um schwarze Männer geht, die mit weißen Frauen ausgehen. Jackson schlussfolgerte: "Und egal was ich sagte, er wollte mir nicht glauben".

## Musik und Liedtext
Is She Really Going Out with Him? wurde von Kritikern als "der Sound von New Wave in drei Minuten und 35 Sekunden"beschrieben. Der Song enthält einen "sanften Wipp-Rhythmus von gezupfter Gitarre und Bass"; die Basslinie, gespielt von Jacksons langjährigem Bassist Graham Maby, wurde von Kritikern gelobt. Der Refrain des Songs, der als "perfekt singbar" und "stark und emotional fesselnd" beschrieben wurde, enthält "saubere Gitarren und einen engen Bass- und Schlagzeug-Groove", der von Jacksons "üppigem Gesang" begleitet wird. Die Bridge des Songs ist stärker piano-basiert und zeigt, was Huey als "einen Einblick in Jacksons Jazz-Training" beschreibt.
Textlich enthält der Song eine "Reihe unbezahlbarer Witzeleien" über "Jungen/Mädchen-Gesetze der Anziehung"; der Anfangstext, "Hübsche Frauen, die mit Gorillas meine Straße hinuntergehen", wurde von Huey hervorgehoben. Huey lobt Jackson auch dafür, dass er "Stimmung und Bedeutung durch kleine Details einfängt" in Texten wie "Von meinem Fenster aus starre ich, während mein Kaffee kalt wird / Schau dort drüben (wo? ) / There, there's a lady that I used to know / She's married now or engaged or something so I am told".
In einem Call and Response sagt Jackson "Look over there" und die Band antwortet "Where?"; bei Live-Auftritten geben die Publikumsrufe oft die Antwort.